# Stemma dell'Uruguay
Lo stemma dell'Uruguay (in spagnolo, Escudo de Uruguay) è uno dei simboli nazionali del Paese sudamericano. 

## Storia
Ufficialmente adottato con la legge del 19 maggio 1829, subì una prima modifica con la legge del 12 luglio 1906. 
Da ultimo, con il decreto del 26 ottobre 1908, il governo approvò la versione definitiva disegnata da Miguel Copetti, nella quale venivano rimosse le armi (fucili a baionetta e cannoni) e le bandiere che fino ad allora affiancavano lo stemma, nonché sostituiti i due rami di quercia che lo ornavano con uno di olivo e uno di alloro.

## Descrizione
Lo stemma uruguaiano è sormontato dal Sole di maggio, presente anche nella bandiera nazionale (oltre che nella bandiera e nello stemma dell'Argentina) e rappresentante la Rivoluzione di Maggio (18-25 maggio 1810), l'evento storico che segnò l'avvio del processo di indipendenza di Uruguay e Argentina dalla Spagna. Ispirato alla rappresentazione della divinità incaica Inti, costituisce, altresì, un omaggio alle popolazioni indigene.
Lo stemma è quadripartito:
- nel quarto in alto a sinistra, figura una bilancia dorata, simbolo di uguaglianza e di giustizia, su campo blu[2][3];
- nel quarto in basso a sinistra, campeggia un cavallo nero su campo argentato, a simboleggiare la libertà[2][3];
- nel quarto in alto a destra, figura un monte verde dominante il mare e sormontato da una torre, su campo argentato. Trattasi della rappresentazione della fortezza del quartiere montevideano del Cerro e simboleggia la forza[2][3];
- nel quarto in basso a destra, è raffigurato, su campo blu, un bue dorato, simbolo di abbondanza[2][3].

Lo stemma è bordato da due rami uniti da un fiocco celeste: uno di olivo (a sinistra), simbolo di pace; l'altro di alloro (a destra), simbolo di gloria.

## Stemmi storici

Stemma della Provincia Orientale del Río de la Plata (1813-1817)
Stemma della Provincia Cisplatina (1817-1825)
Lo stemma dell'Uruguay nella precedente versione, con le armi, le bandiere e i rami di quercia (1829-1908)